# Nano (tijdschrift)
Nano is een internationaal, aan collegiale toetsing onderworpen wetenschappelijk tijdschrift op het gebied van de nanotechnologie.
Het wordt uitgegeven door World Scientific en verschijnt tweemaandelijks.
Het eerste nummer verscheen in 2006.